# Кавалеры ордена Святого Георгия IV класса Ф
Кавалеры ордена Святого Георгия IV класса на букву «Ф» 
Список составлен по алфавиту персоналий. Приводятся фамилия, имя, отчество; звание на момент награждения; номер по списку Григоровича — Степанова (в скобках номер по списку Судравского); дата награждения. Лица, чьи имена точно идентифицировать не удалось, не викифицируются. Курсивом выделены кавалеры, получившие орден за службу в частях Восточного фронта Русской армии и Северной армии во время Гражданской войны.

## Фа
- Фабер, Карл Карлович; подполковник; № 7445; 12 января 1846
- Фабриков, Сергей Михайлович; подпоручик; 1 марта 1916 (посмертно)
- Фаддеев, Николай Родионович; прапорщик; 29 июля 1916 (посмертно)
- Фадеев, Владимир Федосеевич; капитан; 13 января 1915 (посмертно)
- Фадеев, Иван Матвеевич; подполковник; № 493; 26 ноября 1787
- Фадеев, Лука Николаевич; подполковник; № 5214; 1 декабря 1835
- Фадеев, Николай Матвеевич; майор; № 977; 26 ноября 1792
- Фадеев, Павел Иванович; полковник; № 3648; 13 февраля 1823
- Файдыш, Николай Афанасьевич; подполковник; 7 октября 1914
- Файоль, Эмиль-Мари; генерал французской службы; 29 января 1917
- Фалеев, Анатолий Павлович; штабс-капитан; 6 апреля 1915
- Фалеев, Георгий Павлович; капитан; 8 ноября 1917
- Фалеев, Иван Иванович; капитан; 29 сентября 1916
- Фалецкий, Николай Денисьевич; полковник; № 5961; 3 декабря 1839
- Фалин, Иосиф Андреевич; подпоручик; 26 августа 1916
- Фалк, Карл Астафьевич; полковник; № 3031; 26 ноября 1816
- Фалк, Фёдор Иванович; подполковник; № 2027; 26 ноября 1808
- Фалкенберг, Николай Яковлевич; полковник; № 4343; 19 декабря 1829
- Фальк, Пётр Васильевич; капитан 2-го ранга; № 9943; 26 ноября 1856
- Фалькенгаген, Густав Данилович; подполковник; № 8730; 26 ноября 1851
- Фальковский, Михаил Каэтанович; подпоручик; № 10027; 21 декабря 1856
- Фальковский, Николай Владимирович; майор; № 5045; 3 декабря 1834
- Фальц, Сергей Густавович; корнет; 5 мая 1917 (посмертно)
- Фальченко, Павел Яковлевич; прапорщик; 28 августа 1917 (посмертно)
- Фаминский, Иван Иванович; капитан; 13 января 1915
- Фаминцын, Сергей Андреевич; секунд-майор; № 72 (73); 1 ноября 1770
- Фаненшильд (Фалькеншильд), фон; подполковник; № 11 (11); 27 июля 1770
- Фанкенлоо, Пётр Яковлевич; подполковник; № 1238; 26 ноября 1795
- Фантон-де-Веррайон, Михаил Львович; полковник; № 6433; 5 декабря 1841
- Фарафонтьев, Павел Петрович; капитан; № 6127; 3 декабря 1839
- Фастыковский, Михаил Владиславович; полковник; 19 марта 1917
- Фацарди, Владимир Каэтанович; полковник; № 8888; 1 февраля 1852

## Фе — Фё
- Февралёв, Василий Фёдорович; полковник; 7 ноября 1916
- Федин, Фёдор Петрович; поручик; 17 ноября 1919 (посмертно)
- Федичкин, Дмитрий Иванович; штабс-капитан; 10 июня 1916
- Федоренко, Антон Кириллович; поручик; № 9033; 1 февраля 1852
- Федоренко, Пётр Иванович; подполковник; № 3576; 16 декабря 1821
- Фёдоров, Александр Петрович; капитан; 11 марта 1915 (посмертно)
- Фёдоров, Андрей; поручик; № 8587; 26 ноября 1850
- Фёдоров, Василий Васильевич; капитан; 25 сентября 1917
- Фёдоров, Владимир; поручик; 9 сентября 1915 (посмертно)
- Фёдоров, Георгий; подпоручик; 11 декабря 1915
- Фёдоров, Григорий; подполковник; № 1511; 26 ноября 1803
- Фёдоров, Даниил Фёдорович; капитан; № 8809; 26 ноября 1851
- Фёдоров, Дмитрий Ионович; штабс-капитан; 3 апреля 1917 (посмертно)
- Фёдоров, Дмитрий Николаевич; капитан; № 6148; 3 декабря 1839
- Фёдоров, Дмитрий Петрович; генерал-майор; № 9635; 26 ноября 1855
- Фёдоров, Евграф Матвеевич; подполковник; № 2110; 26 ноября 1809
- Фёдоров, Иван; прапорщик; 25 июля 1917 (посмертно)
- Фёдоров, Иван Михайлович; поручик; 25 сентября 1917
- Фёдоров, Илья Харитонович; подпоручик; 26 июня 1916 (посмертно)
- Фёдоров, Кирилл Максимович; поручик; № 6380; 11 декабря 1840
- Фёдоров, Козьма Яковлевич; капитан; № 9861; 26 ноября 1855
- Фёдоров, Михаил Владимирович; поручик; 19 марта 1917
- Фёдоров, Михаил Пантелеевич; подполковник; 9 сентября 1915
- Фёдоров, Николай Григорьевич; подпоручик; 13 марта 1915 (посмертно)
- Фёдоров, Николай Иванович; штабс-капитан; 12 ноября 1912
- Фёдоров, Николай Леонидович; поручик; 21 марта 1915
- Фёдоров, Николай Петрович; штабс-капитан; 7 ноября 1915
- Фёдоров, Николай Степанович; капитан 2-го ранга; № 372; 26 ноября 1782
- Фёдоров, Николай Фёдорович; капитан; № 9018; 1 февраля 1852
- Фёдоров, Николай Фёдорович[1]; подполковник; № 5208; 1 декабря 1835
- Фёдоров, Павел Иванович; генерал-лейтенант; № 6174; 11 декабря 1840
- Фёдоров, Пётр Георгиевич; подполковник; 26 января 1917 (посмертно)
- Фёдоров, Пётр Александрович; капитан 18 августа 1911
- Фёдоров, Пётр Степанович; майор; № 10232; 25 декабря 1865
- Фёдоров, Семён Константинович; подпоручик; 25 мая 1917
- Фёдоров, Сергей Титович; майор; № 1805 (791); 9 сентября 1807
- Фёдоров, Степан Степанович; полковник; № 2324; 26 ноября 1811
- Фёдоров, Тихон Феофанович; капитан; № 10181; 26 ноября 1859
- Фёдоров, Христофор Евграфович; полковник; № 7745; 26 ноября 1847
- Фёдоров, Яков; капитан; № 2079 (950); 24 ноября 1809
- Федорович, Григорий; подполковник; № 10066; 26 ноября 1857
- Федорович, Михаил Афанасьевич; полковник; № 5965; 3 декабря 1839
- Федорович, Пётр Александрович; подполковник; № 5193; 1 декабря 1835
- Федоровский, Артемий Михайлович; подполковник; № 6506; 5 декабря 1841
- Федоровский, Сергей Тимофеевич; подполковник; 8 сентября 1905
- Федорцев-Малыш, Никита Васильевич; подполковник; № 5192; 1 декабря 1835
- Федосеев, Александр; полковник; № 6985; 4 декабря 1843
- Федотов, Алексей Васильевич; майор; № 6858; 3 декабря 1842
- Федотов, Аркадий Григорьевич; подпоручик; 5 мая 1917
- Федотов, Афанасий Иванович; подпоручик; 22 марта 1917
- Федотов, Валентин Николаевич; подпоручик; 24 мая 1916
- Федотов, Василий; капитан 3-го ранга; № 1865; 26 ноября 1807
- Федотов, Григорий Александрович; капитан-лейтенант; № 8131; 26 ноября 1848
- Федотов, Дмитрий Иванович; лейтенант; 8 сентября 1915
- Федотов, Иван Васильевич; подполковник; № 6551; 5 декабря 1841
- Федотов, Иван Иванович; генерал-лейтенант; 24 ноября 1916
- Федотов, Иван Федотович; поручик; № 8832; 26 ноября 1851
- Федотов, Пантелеймон Алексеевич; подпоручик; 14 июня 1915
- Федотов, Степан Кузьмич; полковник; 28 марта 1917 (посмертно)
- Федотов, Яков Андреевич; капитан 3-го ранга; № 3770; 26 ноября 1823
- Федотьев, Илларион Викторович; капитан; 19 мая 1915
- Федотьев, Матвей Викторович; капитан; 9 ноября 1915
- Федулаев, Леонид Ильич; полковник; 13 ноября 1916
- Федцов, Николай Савич; подполковник; № 244 (204); 26 ноября 1774
- Федченко, Дмитрий Дмитриевич; подполковник; 8 сентября 1905
- Федьковский, Гавриил Алексеевич; капитан; № 5511; 6 декабря 1836
- Федюхин, Александр Алексеевич; подполковник; № 8464; 26 ноября 1850
- Федяев, Логин Иванович; подполковник; № 4631; 25 декабря 1831
- Федяй, Иван Иванович; майор; № 6086; 3 декабря 1839
- Федяй, Константин Степанович; подполковник; № 6510; 5 декабря 1841
- Фези, Карл Карлович; генерал-майор; № 4669; 21 декабря 1832
- Фей, Мануэль Жан Огюст; французский второй лейтенант, русский подпоручик; 31 октября 1917
- Фельден, Карл Карлович фон дер; подполковник; № 5442; 6 декабря 1836
- Фельдман, Александр Иванович; полковник; № 4779; 25 декабря 1833
- Фелькерзам, Ефим Павлович; генерал-майор; № 1825; 26 ноября 1807
- Фелькерзам, Отто; полковник; № 43 (44); 1 ноября 1770
- Фелькнер, Андрей Васильевич; подполковник; № 7635; 1 января 1847
- Фелькнер, Владимир Иванович; полковник; № 6214; 11 декабря 1840
- Фемерс, Григорий; капитан; № 67 (68); 1 ноября 1770
- Фемерс, Матвей Андреевич; полковник; № 375; 26 ноября 1783
- Фененко, Вадим Михайлович; подпоручик; 1 сентября 1915
- Фененко, Михаил Яковлевич; полковник; 9 июля 1916
- Фенш, Андрей Семёнович; полковник; № 526 (248); 14 июля 1788
- Фенш, Василий Андреевич; полковник; № 3403; 15 февраля 1819
- Фенш, Григорий Андреевич[2]; генерал-майор; № 4322; 19 декабря 1829
- Феодосиев, Борис Константинович; штабс-капитан; 11 сентября 1917 (посмертно)
- Феодосьев, Пётр Павлович; капитан 1-го ранга; декабря 1919
- Феоктистов, Георгий Николаевич (Феклистов); прапорщик; 1 сентября 1915
- Феопемптов, Феопемпт Феопемптович; подполковник; 9 сентября 1915
- Фергин, Карл; премьер-майор; № 337; 26 ноября 1781
- Фердинанд Саксен-Кобург-Заальфельдский; № 2638; 9 сентября 1813
- Фере, Фёдор Данилович; инженер-поручик; № 76 (77); 1 ноября 1770
- Ферзен, Антон; подполковник; № 60 (61); 1 ноября 1770
- Ферзен, Иван Евстафьевич; премьер-майор; № 18 (18); 27 июля 1770
- Фермор, Александр Фёдорович; подполковник; № 4877; 25 декабря 1833
- Фермор, Павел Фёдорович; подполковник; № 8935; 1 февраля 1852
- Фермор, Фёдор Фёдорович; подполковник; № 6057; 3 декабря 1839
- Ферстер, Егор Христианович; генерал-майор; № 3394; 15 февраля 1819
- Ферстер, Иван Иванович; полковник; № 894 (468); 18 марта 1792
- Фесенко, Авраам Гаврилович; прапорщик; 25 сентября 1917
- Фесенко, Семён Нестерович; подполковник; № 4472; 18 декабря 1830
- Фессинг, Николай Георгиевич; штабс-капитан; 1 апреля 1917
- Фесун, Алексей Николаевич; майор (капитан-лейтенант); № 7885; 26 ноября 1847
- Феськов, Виктор Менетьевич; подъесаул; 6 сентября 1917 (посмертно)
- Фетисов, Иван Петрович; подполковник; № 6262; 11 декабря 1840
- Феттер, Евгений Евгеньевич; штабс-капитан; 25 февраля 1907

## Фи
- Фигнер, Александр Самойлович; поручик; № 2282 (989); 8 декабря 1810
- Фидровский, Владимир Викторович; полковник; 6 сентября 1917
- Филатов, Василий Кузьмич; поручик; 23 января 1917
- Филатов, Василий Яковлевич; майор; № 2453 (1086); 17 ноября 1812
- Филатов, Никандр Иванович; капитан-лейтенант; № 3864; 12 декабря 1824
- Филатов, Степан; капитан; № 1497; 15 декабря 1802
- Филатьев; ротмистр; № 4284; 22 сентября 1829
- Филатьев, Александр Иванович; полковник; № 1939 (846); 20 мая 1808
- Филимонов, Николай Гаврилович; полковник; № 3923; 26 ноября 1826
- Филипп Гессен-Гомбургский, принц; 3 августа 1814
- Филиппеус, Карл Карлович; подполковник; № 9752; 26 ноября 1855
- Филиппов, Алексей Фёдорович; подполковник; № 4863; 25 декабря 1833
- Филиппов, Владимир Николаевич; полковник; 26 декабря 1877
- Филиппов, Александр; поручик; 25 мая 1916
- Филиппов, Иван Иванович; подполковник; № 7805; 26 ноября 1847
- Филиппов, Николай Васильевич; штабс-капитан; 25 апреля 1915
- Филиппов, Николай Фёдорович; подполковник; № 3944; 26 ноября 1826
- Филиппов, Пётр Григорьевич; есаул; 10 октября 1906
- Филиппов, Сергей Наумович; штабс-капитан; 18 мая 1915 (посмертно)
- Филиппов, Фёдор Григорьевич; подпоручик; 5 ноября 1915
- Филиппович, Виктор Михайлович; поручик; 25 сентября 1917
- Филиппович, Владимир Иванович; генерал-майор; № 6929; 4 декабря 1843
- Филипповский, Дмитрий Иванович; инженер-майор; № 8058; 26 ноября 1848
- Филиппопольский, Константин Иванович[3]; капитан; № 5653; 29 ноября 1837
- Филипсон, Григорий Иванович; генерал-майор; № 7537; 1 января 1847
- Филипьев, Пётр Васильевич; майор; № 1982 (890); 20 мая 1808
- Филисов, Павел Андреевич; полковник; № 1767 (753); 26 апреля 1807
- Филисов, Фёдор Петрович; премьер-майор; № 56 (57); 1 ноября 1770
- Филков, Владимир Николаевич; подполковник; 26 ноября 1849 (значится в Списке кавалеров российских императорских и царских орденов за 1849 год. СПб 1850, ч. 2., с. 110)
- Филонович, Дмитрий Александрович; подпоручик; 29 апреля 1917
- Филончик, Григорий Демьянович; полковник; 23 января 1917
- Философов, Александр Богданович; полковник; № 3329; 12 декабря 1817
- Философов, Алексей Илларионович; полковник; № 4273; 1 июля 1829
- Философов, Николай Илларионович; полковник; № 6705; 3 декабря 1842
- Филофей (Кудрявцев); иеромонах; 27 ноября 1915
- Фильрозе, Сергей; подпоручик; 21 июня 1915
- Филюков, Владимир Николаевич; подполковник; № 8255; 26 ноября 1849
- Финк, Николай Карлович; прапорщик; 22 мая 1915 (посмертно)
- Финк, Пётр Иванович; подполковник; № 1004 (524); 26 ноября 1793
- Финогенов, Михаил Иудович; поручик; 9 октября 1917
- Фиргин, Фёдор Густавович; подполковник; № 5425; 6 декабря 1836
- Фиреев, Василий Иванович; полковник; № 8868; 1 февраля 1852
- Фиркс, Александр Александрович фон; генерал-лейтенант; 19 марта 1878
- Фирлингер, Зденек, Евгеньевич; поручик; 25 сентября 1917
- Фирсов, Иван Захарович; подъесаул; 17 мая 1915
- Фирсов, Михаил Иванович; подполковник; № 8939; 1 февраля 1852
- Фирсов, Пётр Саввич; генерал-майор; № 3789; 12 декабря 1824
- Фирсов, Степан Иванович; войсковой старшина; № 6628; 5 декабря 1841
- Фисенко, Михаил Георгиевич; полковник; 17 мая 1915
- Фитингоф, Александр Максимович; полковник; № 8404; 26 ноября 1850
- Фитингоф, Андрей Карлович; полковник; № 3915; 26 ноября 1826
- Фитингоф, Антон Максимович фон; майор; № 1547 (645); 24 февраля 1804
- Фитингоф, Василий Адамович; капитан; № 8307; 26 ноября 1849
- Фитингоф, Иван Андреевич; генерал-майор; № 7140; 17 декабря 1844
- Фитингоф, Карл Иванович; штабс-капитан; № 7110; 4 декабря 1843
- Фитингоф, Карл Карлович; полковник; № 7177; 17 декабря 1844
- Фитингоф, Фёдор Васильевич; майор; № 6343; 11 декабря 1840
- Фитингоф, Эмилий Карлович; подполковник; № 10059; 26 ноября 1857
- Фитцум-фон-Экстет, Иван Иванович; полковник; № 3033; 26 ноября 1816
- Фицнер, Василий Христианович; подполковник; № 2111; 26 ноября 1809
- Фишбах, Карл Иванович; подполковник; № 7629; 1 января 1847
- Фишбах, Карл Фёдорович фон; полковник; № 4790; 25 декабря 1833
- Фишер, Иосиф Петрович; капитан-лейтенант; № 3377; 12 декабря 1817
- Фишер, Михаил Владимирович; штабс-капитан; 22 декабря 1916
- Фишер, Пётр Иванович; подполковник; № 402; 26 ноября 1784
- Фищенко, Сергей Павлович; поручик; 25 апреля 1915

## Фл
- Флецов, Андрей Андреевич; майор; № 7880; 26 ноября 1847
- Фливерк, Василий Андреевич; секунд-майор; № 879; 26 ноября 1791
- Флиге, Карл Яковлевич; подполковник; № 3945; 26 ноября 1826
- Флисс, Эдуард Карлович; капитан; № 8808; 26 ноября 1851
- Флоров, Александр Николаевич; поручик; 23 ноября 1904
- Флуг, Василий Егорович; генерал от инфантерии; 9 января 1916

## Фо
- Фойгтс-Ретц, Константин Бернард фон; генерал-лейтенант прусской службы; 27 декабря 1870
- Фок, Александр Борисович; капитан; № 839 (452); 26 ноября 1791
- Фок, Александр Викторович; капитан; 4 августа 1877
- Фок, Алексей Александрович; капитан; 27 марта 1881
- Фок, Анатолий Владимирович; капитан; 1 сентября 1917
- Фок, Карл Максимович; полковник; № 393; 26 ноября 1784
- Фок, Николай Александрович; подполковник; № 8704; 26 ноября 1851
- Фок, Яков Антонович; майор; № 9836; 26 ноября 1855
- Фок, Яков Сигизмундович; прапорщик; 6 сентября 1917
- Фок-Шевчик, Пётр Ильич; прапорщик; 1 сентября 1917
- Фокин, Гавриил Яковлевич; лейтенант; № 1684; 5 февраля 1806
- Фокс; лейтенант; № 628 (313); 14 апреля 1789
- Фолимонов, Александр Владимирович; хорунжий; 26 января 1917 (посмертно)
- Фолимонов, Владимир Николаевич; полковник; 29 мая 1905
- Фоллет (Фаллет), Иван Иванович; лейтенант; № 1444; 26 ноября 1802[4]
- Фоломин, Пётр Васильевич; прапорщик; 1 июня 1915
- Фольк, Севастьян Раймундович; полковник; 20 ноября 1915
- Фолькмут, Герман Карлович; капитан; № 9317; 3 сентября 1854
- Фоменко, Василий Петрович; капитан; 17 октября 1915
- Фоменко, Владимир Петрович; поручик; 9 сентября 1915
- Фомин, Александр Михайлович; прапорщик; 25 мая 1916
- Фомин, Дмитрий Иванович; генерал-майор; № 8164; 26 ноября 1849
- Фомин, Матвей Матвеевич; подполковник; № 8477; 26 ноября 1850
- Фомин, Николай Иванович; штабс-ротмистр; 15 марта 1917 (посмертно)
- Фомин, Николай Константинович; капитан-лейтенант; № 2153; 26 ноября 1809
- Фомин, Пётр Васильевич; подполковник; № 5762; 1 декабря 1838
- Фомин, Сергей Никифорович; премьер-майор; № 1245; 26 ноября 1795
- Форест, Козьма Петрович; подполковник; № 3147; 26 ноября 1816
- Форст, Андрей Иванович; секунд-майор; № 519; 26 ноября 1787
- Форстен, Карл Густавович; полковник; № 6733; 3 декабря 1842
- Фостиков, Пётр Павлович; полковник; 13 марта 1915
- Фотиев, Василий; поручик; 4 марта 1917
- Фотиев, Пётр Петрович; полковник; 2 июня 1915 (посмертно)
- Фофанов, Владимир Иванович; капитан-лейтенант; № 6901; 3 декабря 1842
- Фофанов, Тимофей Александрович; генерал-майор; 23 декабря 1878
- Фохт, Густав-Рейнгольд; полковник; № 151 (130); 19 августа 1771
- Фохт, Карл Иванович; капитан; № 4638; 25 декабря 1831
- Фохт, Пётр Андреевич; капитан; № 2818; 2 февраля 1814
- Фохт, Пётр Астафьевич; премьер-майор; № 1007; 26 ноября 1793
- Фохт, Фёдор Богданович; подполковник; № 6481; 5 декабря 1841
- Фош, Фердинанд; генерал французской службы; 4 мая 1916

## Фр
- Франзецкий, Эдуард Фридрих Карл фон; генерал от инфантерии прусской службы; 27 декабря 1870
- Франк, Валерий Александрович; младший инженер-механик; 16 апреля 1904
- Франк, Кондрат Иванович фон; капитан 3-го ранга; № 3607; 16 декабря 1821
- Франк, Ричард Антонович; подполковник; 28 августа 1917
- Франковский, Иван; прапорщик; 6 января 1917
- Франтц, Иван Георгиевич; поручик; 30 декабря 1915 (посмертно)
- Франц, граф Трапанский принц Бурбон-Неаполитанский; № 10205; 21 февраля 1861
- Францен, Иван Андреевич; ротмистр; № 581; 26 ноября 1788
- Франц-Иосиф I, император Австрийский; № 8141; 20 июня 1849
- Франциск II (король Обеих Сицилий); № 10201; 21 февраля 1861
- Францкевич, Николай Антонович; подполковник; № 4582; 16 декабря 1831
- Францкевич, Фридрих Иванович[5]; ротмистр; № 7324; 17 декабря 1844
- Францов, Александр Яковлевич; майор; № 4381; 19 декабря 1829
- Фредерикс, Александр Андреевич; полковник; № 4172; 29 сентября 1828
- Фредерикс, Борис Андреевич; полковник; № 4180; 16 ноября 1828
- Фредерикс, Пётр Андреевич; генерал-майор; № 4042; 26 ноября 1827
- Фрезе, Александр Александрович; генерал-майор; 23 декабря 1878
- Фрейберг, Иван; штабс-капитан; № 9264; 26 ноября 1853
- Фрейганг, Иван Матвеевич; подполковник; № 2304 (1011); 31 октября 1811
- Фрейганг, Матвей Иванович; полковник; № 376; 26 ноября 1783
- Фрейганг, Пётр Иванович; генерал-майор; № 4190; 25 декабря 1828
- Фрейент, Серваций; подполковник; № 3573; 16 декабря 1821
- Фрейзер, Ефим Иванович; майор; № 6591; 5 декабря 1841
- Фрейман, Герман Антонович[6]; подполковник; № 5199; 1 декабря 1835
- Фрейман, Готлиб; капитан; № 8568; 26 ноября 1850
- Фрейман, Густав Антонович; подполковник; № 4717; 21 декабря 1832
- Фрейман, Иван Карлович; секунд-майор; № 1266; 26 ноября 1795
- Фрейман, Отто Оттович; подполковник; № 3979; 26 ноября 1826
- Фрейман, Фёдор Юрьевич; генерал-майор; № 297; 26 ноября 1777
- Фрейман, Эдуард Антонович; полковник; № 8188; 26 ноября 1849
- Фрейнсдорф, Иван Васильевич; действительный тайный советник; № 1467; 15 декабря 1802
- Фрейре де Андраде, Гомес; премьер-майор португальской службы; № 618 (302); 14 апреля 1789
- Фрейтаг, Андрей Григорьевич; капитан; № 8105; 26 ноября 1848
- Фрейтаг, Иван Фёдорович; майор; № 2078 (949); 24 ноября 1809
- Фрейтаг, Роберт Карлович; полковник; № 6714; 3 декабря 1842
- Фрелих; капитан; № 8594; 8 июля 1851
- Френев, Герасим Иванович; подпоручик; № 2814; 28 января 1814
- Френев, Иван Матвеевич; капитан-лейтенант; № 760 (407); 26 ноября 1790
- Фридберг, Иван Петрович; полковник; № 3100; 26 ноября 1816
- Фриде, Алексей Яковлевич; подполковник; 3 сентября 1873
- Фриде, Василий Иванович; подполковник; № 5802; 1 декабря 1838
- Фриде, Карл Иванович фон; полковник; № 6455; 5 декабря 1841
- Фридеман, Владимир Тимофеевич; поручик; 7 ноября 1915
- Фридерици, Александр; подполковник; № 3575; 16 декабря 1821
- Фридерици, Александр Петрович; подполковник; № 5562; 29 ноября 1837
- Фридерици, Ермолай Карлович; подполковник; № 1712 (698); 8 января 1807
- Фридрикс (Фридрихс), Пётр Исаакович майор; № 613 (297); 14 апреля 1789
- Фридрикс, Александр Карлович; полковник; № 7158; 17 декабря 1844
- Фридрих, ландграф Гессенский; 8 октября 1870
- Фридрих, принц Гессен-Филипстальский; полковник; № 810 (423); 25 марта 1791
- Фридрих, принц Гогенцоллернский; подполковник прусской службы; 7 мая 1876
- Фридрих, принц Нидерландский; № 2657; 9 сентября 1813
- Фридрих Карл Александр (принц прусский); 26 ноября 1869
- Фридрих Карл Николай (принц прусский); № 8142; 22 июня 1849
- Фридрих Франц III, великий герцог Мекленбург-Шверинский; 26 ноября 1871
- Фридрих-Вильгельм, наследный принц Прусский; 26 ноября 1869
- Фридрих-Вильгельм-Людвиг, великий герцог Баденский; 31 декабря 1870
- Фридрих-Иосиф-Людвиг Гессен-Гомбургский, принц, генерал-майор; № 2954; 3 августа 1814
- Фридрих-Фердинанд, эрцгерцог Австрийский; № 6173; 6 октября 1840
- Фридрихс, Карл Карлович фон; подполковник; № 4829; 25 декабря 1833
- Фриз, Карл Фёдорович; подполковник; № 947; 26 ноября 1792
- Фризель, Георгий; генерал-майор; № 286; 26 ноября 1775
- Фрикгоф, Карл-Фридрих Карлович; поручик; 28 августа 1917 (посмертно)
- Фрикен, Иван Германович; майор; № 7665; 1 января 1847
- Фрикен, Фёдор Карлович фон; полковник; № 3548; 16 декабря 1821
- Фриц, Афанасий Иванович; ротмистр; № 6356; 11 декабря 1840
- Фриц, Пётр Иванович; подполковник; № 5747; 1 декабря 1838
- Фриш, Александр Германович; капитан 2-го ранга; № 7643; 1 января 1847
- Фриш, Матвей Карлович; генерал-майор; № 4044; 26 ноября 1827
- Фролов, Алексей Афанасьевич; подполковник; № 9761; 26 ноября 1855
- Фролов, Афанасий Онисимович (Анисифорович); капитан 2-го ранга; № 9712; 26 ноября 1855
- Фролов, Григорий Николаевич; полковник; № 1708 (694); 8 января 1807
- Фролов, Илья Степанович; полковник; № 7390; 12 января 1846
- Фролов, Николай Яковлевич; капитан-лейтенант; № 3521; 6 июня 1821
- Фролов, Пётр Николаевич; генерал-майор; № 4307; 19 декабря 1829
- Фролов, Яков Григорьевич; поручик; 26 августа 1916 (посмертно)
- Фролов, Яков Евстигнеевич; премьер-майор; № 1112; 26 ноября 1794
- Фролов-Багреев, Алексей Петрович; полковник; № 667 (352); 5 октября 1789
- Фролов-Багреев, Виктор Алексеевич; генерал-майор; № 4776; 25 декабря 1833
- Фролов-Багреев, Кондратий; капитан; № 2268; 26 ноября 1810
- Фролов-Багреев, Семён Васильевич; премьер-майор; № 504; 26 ноября 1787
- Фроман, Александр Давыдович; полковник; 12 октября 1917
- Фрост, Григорий Владимирович; полковник; 3 ноября 1916

## Фу
- Фуки, Соломон Моисеевич; поручик; 18 ноября 1916
- Фулковский, Иосиф Алоизович; подполковник; 12 января 1917 (посмертно)
- Фульгин, Иван Филиппович; майор; № 9989; 26 ноября 1856
- Фуников, Егор Иванович; подполковник; № 397; 26 ноября 1784
- Функ, Фридрих Вильгельм фон; полковник прусской службы; № 2782; 14 января 1814 (de:Friedrich Wilhelm von Funck)
- Функ, Владимир Карлович; полковник; № 4708; 21 декабря 1832
- Функ, Карл Матвеевич; капитан; № 7896; 26 ноября 1847
- Футорный Трофим Антонович; поручик; 13 марта 1915